# Bâtiments résidentiels situés 7 et 9 rue Gospodar Jovanova à Čačak
Les bâtiments résidentiels situés 7 et 9 rue Gospodar Jovanova à Čačak (en serbe cyrillique : Стамбени објекти  у Ул. Господар Јованова 7 и 9 у Чачку ; en serbe latin : Stambeni objekti  u Ul. Gospodar Jovanova 7 i 9 u Čačku) se trouve à Čačak et dans le district de Moravica, en Serbie. Ils sont inscrits sur la liste des monuments culturels protégés de la république de Serbie (identifiant no SK 976),,.

## Présentation
Les deux bâtiments ont été construits entre 1906 et 1912.

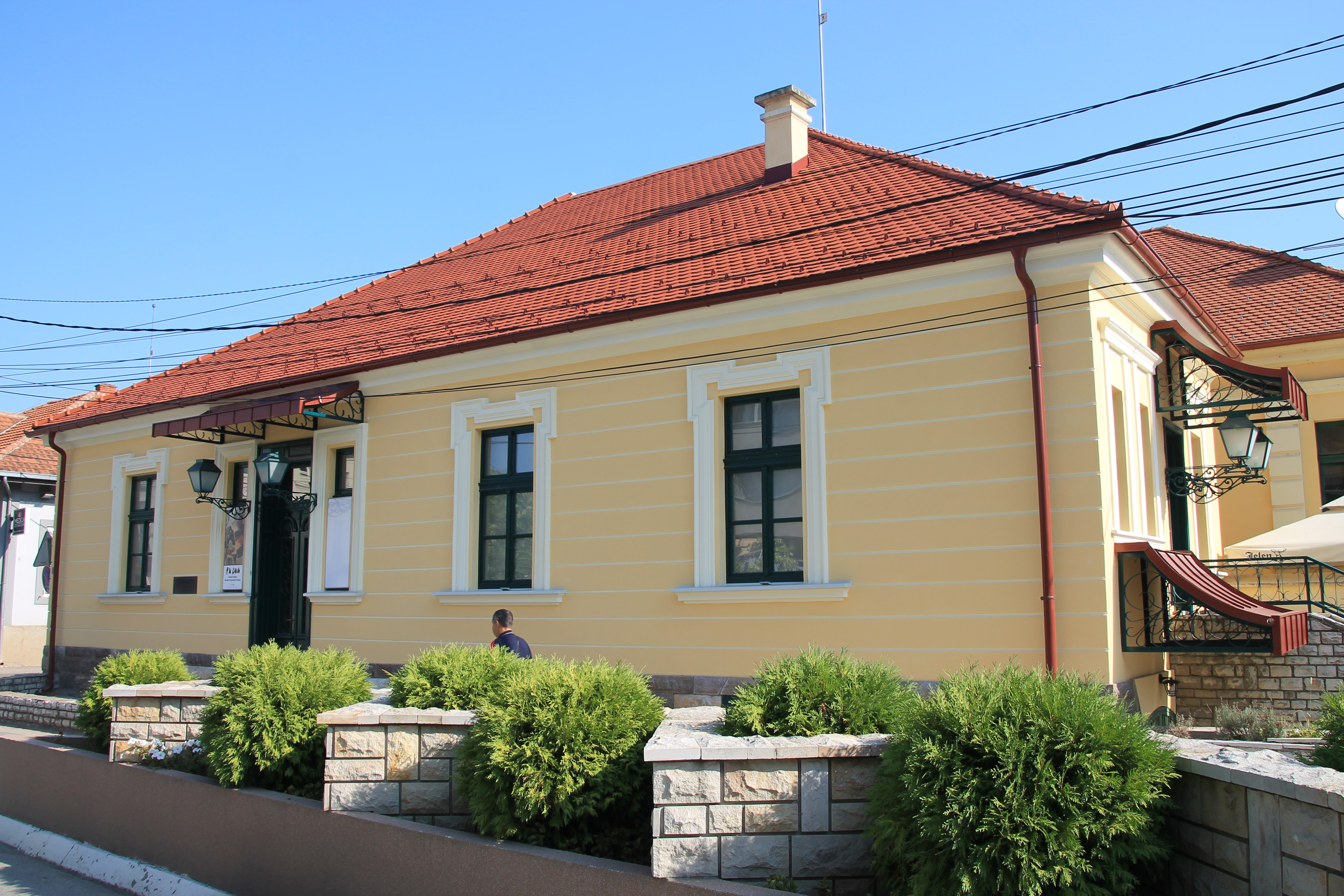
Le bâtiment situé au no 9 de la rue.
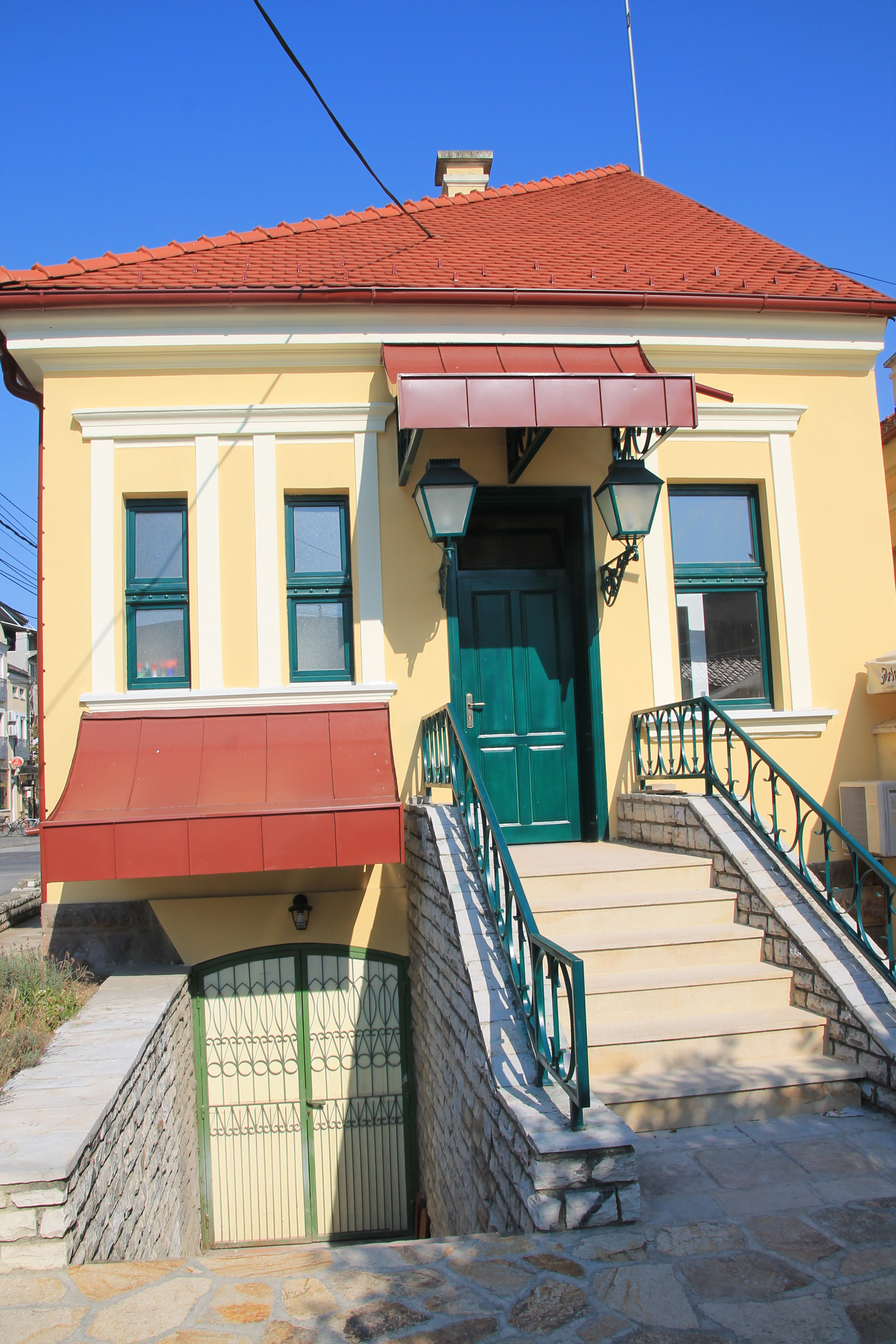
Autre vue du même bâtiment.